# Eduardo Bradley
Eduardo Bradley fue un precursor y benemérito de la aviación argentina. Nació en la ciudad de La Plata el 9 de abril de 1887.  Hijo de Tomás Bradley Sutton, Guerrero del Paraguay y de Mary Hayes O’Callaghan. Eduardo Bradley se inició en la aerostación de la mano de Jorge Newbery y, obteniendo su brevet de aeronauta, el N°12, el primero emitido en cumplimiento de las regulaciones de la Federación Internacional de Aeronáutica. En 1914, poco después de la muerte de Jorge Newbery y en homenaje a su amigo y mentor, Eduardo Bradley se propone cruzar la Cordillera de los Andes en un aeróstato inflado con hidrógeno. Previamente había realizado más de medio centenar de ascensiones, y anotando los récords de altura (6.900 m s. n. m.); permanencia en vuelo (28h 10 min) y distancia (900 km, hasta Rio Grande do Sul), preparándose para la empresa. Eduardo Bradley obtuvo el brevet de aviador civil el 18 de febrero de 1916.

## El cruce de los Andes en globo
Los estudios previos de los vientos de altura establecieron que la hazaña debía cumplirse desde Chile hacia la Argentina. Eduardo Bradley expuso su plan y obtuvo del Aero Club Argentino, entidad de la cual era Secretario, dos globos y un equipo generador de hidrógeno (que luego habría de demostrar su inutilidad) en préstamo. El “Eduardo Newbery” fue el más grande de los globos y el elegido para la prueba, mientras que el “Teniente Origone”, de menor porte, fue destinado a los vuelos de ensayo y preparación. 
La primera opción de Bradley a la hora de elegir su acompañante para el cruce trasandino fue Julio Crespo Vivot, que ya lo había acompañado en ocasión de obtener el récord de altura. La negativa de Crespo Vivot hizo que Bradley recurriera al entonces teniente Ángel María Zuloaga, a quien había entrenado previamente. Bradley, acompañado por Zuloaga, partió de Buenos Aires, el 5 de marzo de 1916 con destino: Santiago de Chile. Junto al equipaje viajaban los globos y los elementos para producir hidrógeno ascencional.
Los puesta en marcha fue azaroza. En principio se complicó la generación de hidrógeno por pérdida accidental de la mayor parte del ácido sulfúrico importado de Argentina. Se recurrió entonces al gas de alumbrado de producción local, utilizando un corte de destilación especial rico en hidrógeno, elaborado según instrucciones recibidas de la usina de la localidad de Bernal, en la provincia de Buenos Aires. La hazaña hubiera sido impensable sin contar con la ayuda del gobierno y pueblo chilenos. La llegada del invierno dificultó aún más los procedimientos y ensayos. Finalmente, el 24 de junio Bradley, acompañado de Zuolaga dispuso la partida del globo Eduardo Newbery, que se elevó sobre Santiago sin dificultad.
Los voladores contaban con oxígeno comprimido y máscaras, pero sus ropas, de abrigo, eran comunes. El barómetro sellado por el Aero Club de Chile registró una altura de 8.100 m; el termómetro marcó una mínima -30 °C bajo cero. La aventura duró tres horas y media desde el momento del ascenso hasta que el balón “Eduardo Newbery” aterrizó en una ladera del Cerro de la Cepa, Uspallata, Provincia de Mendoza.

## Después de la hazaña

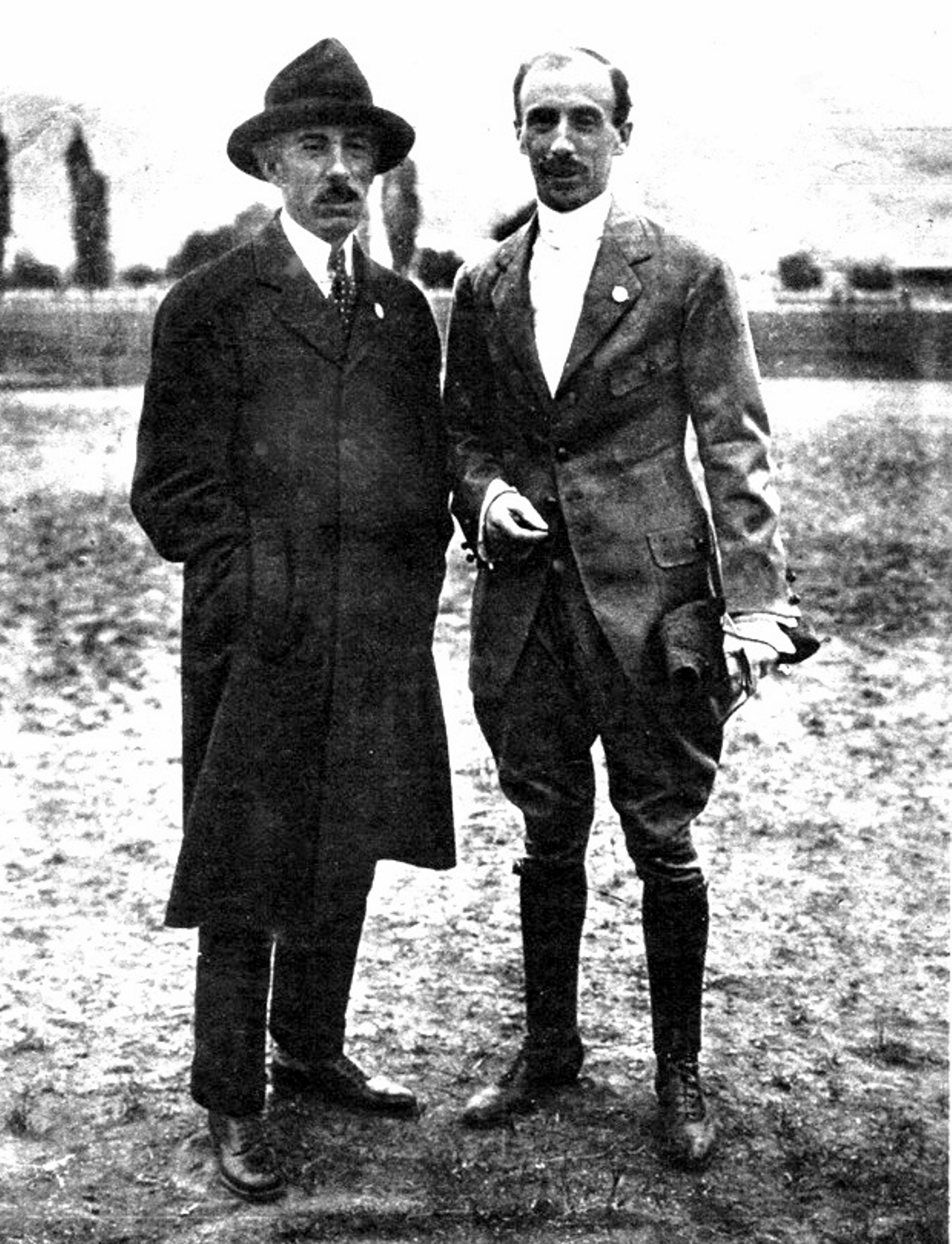
Eduardo Bradley junto a Santos Dumont.

La proeza dio lugar a festejos populares, marchas y manifestaciones multitudinarias en Mendoza y todo a lo largo del recorrido de convoy que los trasladó hasta Buenos Aires, donde fueron llevados en andas por el público. Los aeronautas fueron agasajados y colmados de honores, recibiendo la Medalla Al Mérito de 1ª Clase, del Gobierno de la República de Chile; Medalla de Oro del Poder Ejecutivo Nacional (Argentina) y Medalla de Oro de la Honorable Cámara de Diputados de la Nación Argentina, entre otras distinciones.
Durante los años posteriores al cruce de los Andes, Eduardo Bradley se orientó hacia la aviación comercial, desarrollando un emprendimiento que serviría al territorio Sur de Argentina y Chile,  entorpecido por las autoridades y posteriormente relanzado por la Fuerza Aérea Argentina como iniciativa propia. Eduardo Bradley fue, asimismo gerente de la compañía NYRBA, pionera de los vuelos interamericanos creada por Ralph O’Neil; gerente de Pan American Grace Airways y luego Presidente de Pan-American Argentina; integrante de la dirección de “Aerovías Argentinas”, empresa que no llegó a volar debido la creación de la gran empresa estatal Aerolíneas Argentinas. 
El miércoles 4 de septiembre de 1929 Eduardo Bradley se convierte en el primer pasajero de Pan American en vuelo directo, con escalas de Buenos Aires a Miami. El trayecto duró 56 horas. El propósito de aquella visita a los Estados Unidos fue competir por segunda vez (ya lo había hecho en 1928) por la Copa Gordon Bennet. Aquel año de 1929, compitió con el aeróstato “Argentina”. 
Eduardo Bradley falleció en Buenos Aires el 4 de mayo de 1951. Sus restos descansan en el Cementerio de la Recoleta.